# Japanische Badmintonmeisterschaft 1988
Die Japanische Badmintonmeisterschaft 1988 war die 42. Austragung der nationalen Titelkämpfe im Badminton in Japan. Sie fand vom 14. bis zum 18. Dezember 1988 im Civic Gymnasium in Moriguchi statt.

## Medaillengewinner
| Disziplin    | Gold                          | Silber                            | Bronze                          |
| ------------ | ----------------------------- | --------------------------------- | ------------------------------- |
| Herreneinzel | Shinji Matsuura               | Shūji Matsuno                     | Yasumasa Tsujita                |
| Herreneinzel | Shinji Matsuura               | Shūji Matsuno                     | Hiroyuki Hasegawa               |
| Dameneinzel  | Sumiko Kitada                 | Kimiko Jinnai                     | Hisako Mizui                    |
| Dameneinzel  | Sumiko Kitada                 | Kimiko Jinnai                     | Harumi Kōhara                   |
| Herrendoppel | Shinji Matsuura Shuji Matsuno | Eishi Kibune Kazuhiko Hamakita    | Koji Miya Fumiaki Saga          |
| Herrendoppel | Shinji Matsuura Shuji Matsuno | Eishi Kibune Kazuhiko Hamakita    | Hiroyuki Yamamoto Tsutomu Murao |
| Damendoppel  | Kimiko Jinnai Hisako Mori     | Tokiko Hirota Haruko Yachi        | Harumi Kōhara Takako Shinki     |
| Damendoppel  | Kimiko Jinnai Hisako Mori     | Tokiko Hirota Haruko Yachi        | Michiyo Tashiro Yōko Koizumi    |
| Mixed        | Naotsugu Tanida Tokiko Hirota | Hiroyuki Hasegawa Hiromi Moriyama | Yasumasa Tsujita Haruko Yachi   |
| Mixed        | Naotsugu Tanida Tokiko Hirota | Hiroyuki Hasegawa Hiromi Moriyama | Akio Tomita Michiyo Tashiro     |